# Günther Lummert
Günther Lummert (* 22. Januar 1903 in Waldenburg, Provinz Schlesien; † 14. Juli 1968 in Köln) war ein deutscher Rechtsanwalt und Strafverteidiger.

## Leben
Lummert wuchs in Waldenburg in Schlesien auf und erwarb dort im Frühjahr 1921 sein Abitur. Danach machte er bis Herbst 1923 eine Ausbildung zum Bankkaufmann bei der Deutschen Bank, zunächst in Waldenburg und danach in Berlin. Parallel dazu war er seit dem Sommersemester 1922 an der Universität Berlin als Student der Rechts- und Staatswissenschaften immatrikuliert und im Corps Normannia aktiv. Im Wintersemester 1925/25 wechselte er an die Universität Breslau und wurde dort auch Mitglied des Corps Silesia.
1926 bestand er sein erstes Staatsexamen. 
Parallel zum Referendardienst, den er 1930 mit dem zweiten juristischen Staatsexamen abschloss, war er Assistent an der juristischen Fakultät und promovierte zum Dr. iur. Ende 1930 ließ er sich als Rechtsanwalt am Oberlandesgericht Breslau nieder, 1941 wurde er zusätzlich zum Notar bestellt. 
Im Zweiten Weltkrieg wurde er nicht einberufen, sondern blieb bis 1945 Rechtsanwalt in Breslau.
Nach dem Krieg wurde er zunächst Rechtsanwalt und Notar in Celle, von Herbst 1945 bis Mitte 1949 war er Verteidiger in den Nürnberger Prozessen, so im I.G.-Farben-Prozess u. a. für Hans Kühne, im Wilhelmstraßen-Prozess Assistent von Alfred Schilf bei der Verteidigung von Ernst Woermann und im Einsatzgruppen-Prozess für Walter Blume. Von Juli 1950 bis zu seinem Tod war er als Rechtsanwalt am Oberlandesgericht in Köln tätig.
Für das Deutsche Rote Kreuz in der Britischen Zone verfasste Lummert 1948 das Gutachten Die Strafverfahren gegen Deutsche im Ausland wegen Kriegsverbrechen.
Die Erfahrung des Krieges veranlasste ihn 1958 zur Gründung des Instituts für internationale und soziale Gerechtigkeit in Köln als private Stiftung, weil es damals noch keine staatlich unterstützte Einrichtung für Friedensforschung gab.

## Veröffentlichungen
- Die Strafverfahren gegen Deutsche im Ausland wegen „Kriegsverbrechen“. Rechtsschutzstelle für Kriegsgefangene und Zivilarbeiter im Ausland, Hamburg 1949.
- Marxismus-Leninismus und Völkerrecht. Markus-Verlag, Köln 1959.
- Internationaler und sozialer Frieden durch Gerechtigkeit. Markus-Verlag, Köln 1962.
- Macht und Brüderlichkeit. Markus-Verlag, Köln 1965.